# Рон Гайтауер (тенісист)
Рон Гайтауер (англ. Ron Hightower; нар. 12 грудня 1958) — колишній американський тенісист.
Найвищу одиночну позицію світового рейтингу — 97 місце досяг 4 січня, 1982, парну — 98 місце — 25 червня, 1984 року.
Найвищим досягненням на турнірах Великого шолома було 2 коло в парному розряді.

## Титули на челленджерах

### Одиночний розряд: (1)
| Рік  | Турнір        | Покриття | Суперник  | Рахунок  |
| ---- | ------------- | -------- | --------- | -------- |
| 1981 | Кіото, Японія | Ґрунт    | Метт Дойл | 7–5, 7–6 |